# Marițica Bibescu
Marițica Bibescu, născută Maria Văcărescu, cunoscută și sub numele de Marițica Ghica (n. 1 august 1815, București, Țara Românească – d. 27 septembrie 1859, Paris, Franța), a fost principesa-consoartă a Țării Românești între septembrie 1845 și iunie 1848. De origine boierească la naștere, a aparținut familiei Văcărescu. Tatăl Nicolae, bunicul Ienăchiță și unchiul Alecu erau politicieni și scriitori de profesie; Marițica însăși scris poezii, dar nu le-a publicat. A rămas orfană în copilărie, însă a fost crescută de rude și de prieteni de familie, inclusiv prințul Alexandru Dimitrie Ghica și filantroapa Zoe Brâncoveanu. Descrisă de izvoarele epocii drept excepțional de frumoasă, deși totodată vanitoasă și ambițioasă, ea s-a căsătorit în 1834 cu fratele domnitorului, spătarul Costache Ghica. Familia ei adoptivă, Ghica, a rămas principala familie muntenească până la sfârșitul anului 1842, când Alexandru Ghica a fost destituit de Sublima Poartă.
Influența Marițicăi a atins din nou apogeul după alegerile domnești din 1842–1843. Deși soțul ei a eșuat în candidatura la tron, Marițica a devenit amanta câștigătorului, Gheorghe Bibescu, născându-i un copil. Vărul ei al treilea, Gheorghe era la acea vreme căsătorit cu nașa Zoe Brâncoveanu. Alegând să ignore indignarea publică, el a obținut în cele din urmă un divorț în 1844. În anul următor, el și Marițica s-au căsătorit la Focșani, oraș situat la granița Țării Românești cu Moldova. Aceasta a fost o ceremonie fastuoasă la care a participat prințul moldovean Mihail Sturdza, care a fost noul naș. Cu toate acestea, a avut doar o recunoaștere parțială din partea Bisericii Ortodoxe. În dezacord cu Mitropolitul Neofit al II-lea, Gheorghe a apelat la Patriarhul Ecumenic și a obținut aprobarea după ce l-a înlocuit pe Germanus al IV-lea cu Meletie al III-lea. Efortul său a inclus mituirea Divanului otoman pentru a-l detrona pe Germanus.
Neînțelegerile politice dintre conservatorul Gheorghe și grupurile liberale au alimentat Revoluția de la 1848 din Țara Românească. În timpul acestor evenimente, Marițica a rămas alături de soțul ei și, probabil, a fost prezentă când acesta a supraviețuit unei tentative de asasinat. Cuplul a evadat în cele din urmă din Țara Românească și s-a stabilit în Imperiul Austriac; revoluția a fost zdrobită de Imperiul Otoman și cel Rus, iar tronul a fost predat cumnatului Marițicăi, Barbu Dimitrie Știrbei. Ea și Gheorghe au locuit la Istanbul, iar mai târziu la Paris, unde Gheorghe a continuat să facă presiuni pentru recunoașterea sa ca principe, precum și pentru unirea dintre Țara Românească și Moldova. Cariera sa politică în Țara Românească a fost reluată după Războiul Crimeei, dar perspectivele sale de a deveni principe au fost încheiate după alegerile din 1859; când rivalul său, Alexandru Ioan Cuza, a reușit să unească cele două țări.
În același an, Marițica a murit de cancer la Paris. I-au supraviețuit cinci copii din două căsătorii, inclusiv un fiu, Mihai Ghica, care a murit fără moștenitori proprii, în 1926. Descendentele feminine s-au căsătorit în mai multe case ale nobilimii europene, inclusiv Montesquiou, Rasponi-Murat, Courval și Faucigny-Lucinge. În domeniul artelor, Marițica este amintită ca o promotoare a portului românesc și o muză a pictorilor Carol Szathmari și Constantin Lecca. Tot ca mecena literară, a fost mătușa altor două scriitoare, Elena Văcărescu și Dora d'Istria, precum și bunica vitregă a poetei Anna de Noailles. Nepotul Marițicăi, Léon de Montesquiou, a fost membru fondator și doctrinar al Action Française.

## Biografie

### Origini și copilărie
Născută la 15 august 1815, în capitala Țării Românești a Bucureștiului viitoarea prințesă era cunoscută în mod obișnuit prin ipocorismele „Marițica” și „Marița”. Maria a aparținut familiei Văcărescu și, prin urmare, boierilor Țării Românești; a fost cea mai mare dintre fiicele vornicului Nicolae Văcărescu și a soției sale, Alexandra „Luxița” Băleanu. Legenda familiei Văcărescu i-a legat de mitul Radu Negru, dar și de nobilimea românească din Transilvania. Ei s-au prezentat ca proprietari ai Cetății Făgărașului, înfățișată pe stema lor – totuși, această legătură rămâne neatestată istoric (vezi Boierii din Țara Făgărașului ). Mai probabil, neamul lor de boieri a fost numit după localitatea Văcărești din județul Dâmbovița și poate fi atestat din anii 1570. În acea perioadă și în anii 1800, Țara Românească și Moldova (ca Principate dunărene ) au fost state vasale ale Imperiului Otoman. Unul dintre strămoșii lui Marițica, Negoiță Văcărescu, trimis muntean și ostatic al Sublimei Porți, a fost executat prin fierbere în 1668. Stră-străbunicul ei Ianache Văcărescu a slujit sub domnitorul Constantin Brâncoveanu în timpul campaniei pe râul Pruth și a fost executat alături de el de otomani.
Nicolae a fost un poet elegiac, născut din scriitorul Ienăchiță Văcărescu și din a treia soție a sa, Ecaterina Caragea. Potrivit tradiției, Ienăchiță a fost otrăvit în 1797 de prințul Alexandru Mourouzis, după ce ar fi curtat-o pe prințesa consoartă Zoe. Printre alți copii ai săi se numără și Alecu Văcărescu, născut dintr-o soție anterioară, Elena Rizo. El însuși poet și critic social, Alecu a murit în mod misterios în 1799, după ce a fost remarcat pentru represiune de către prințul Mourouzis. A lăsat un fiu, Iancu (Ioan) Văcărescu, care a fost și un poet remarcat. Prin această legătură, Marițica a fost mătușa jurnalistului de modă Claymoor și mătușa strămoașă a scriitoarei Elena Văcărescu. Prin bunica Ecaterina, Marițica descindea din soții Caradja, o familie proeminentă de fanarioți greci; străbunicul ei a fost Nicolae Caradja, care a slujit ca prinț al Valahului în 1782–1783.
Deși tatăl ei avea o cocoașă congenitală, ceea ce l-a determinat să trăiască într-o relativă izolare, Marițica a devenit o frumusețe valahă, descrisă în sursele contemporane drept „ca o bijuterie” și „blondă ca un serafin”. După cum a remarcat savantul Constanța Vintilă-Ghițulescu, standardele ei de frumusețe reflectau convențiile secolului al XIX-lea, care puneau în valoare stilul de viață sedentar: în jurnal, Nicolae Golescu a comentat că era „destul de plinuță și destul de blândă”. Diverse înregistrări mai notează că, la fel ca familia ei paternă, ea avea talent pentru a scrie poezie; opera ei rămâne nepublicată. Și-a petrecut o parte din copilărie în străinătate, forțată de tulburările revoluționare din 1821. Soții Văcărescu au evadat în Principatul Transilvaniei (parte a Imperiului Austriac ), găsindu-și refugiu temporar la Corona (Brașov). Ulterior s-au întors în Țara Românească, dar Nicolae a murit la scurt timp după aceea, posibil în timp ce făcea o călătorie de întoarcere la Șcheii Brașovului. Luxița locuia încă în Corona în 1826, când a încercat să-și achite datoriile soțului ei ipotecându-și pământul din Băneasa.

### Căsătoria cu Costache Ghica

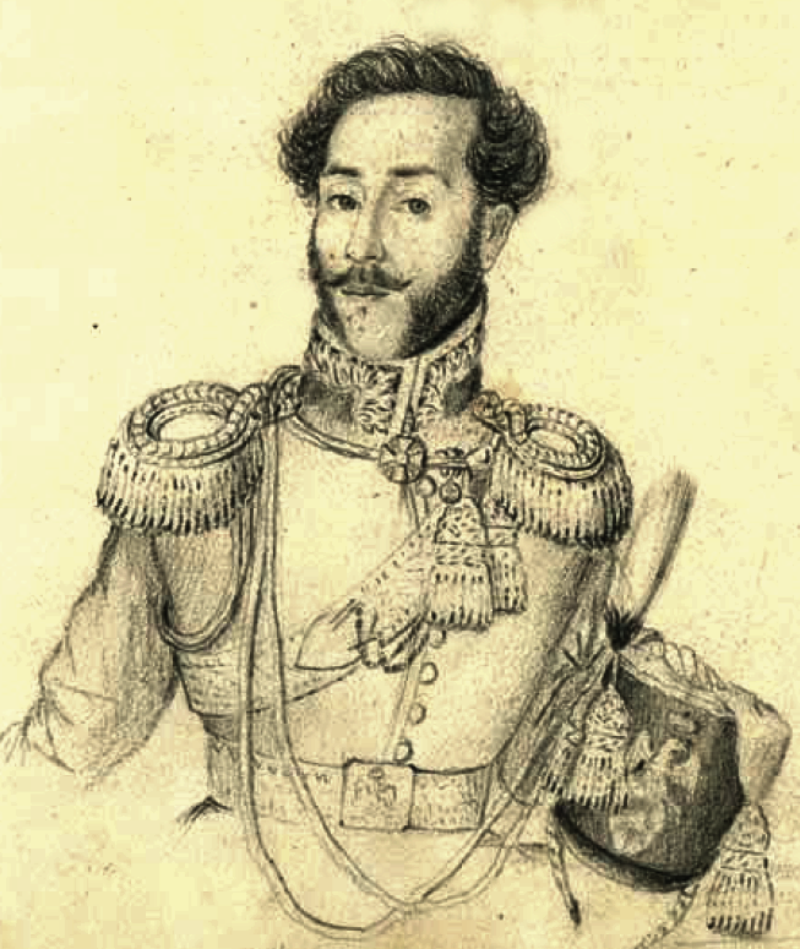
Primul soț al Marițicăi, Costache Ghica, într-un desen din 1831 de Constantin Lecca

Războiul ruso-turc din 1828 a semnalat o epocă de occidentalizare pentru Principatele dunărene. Ambele țări au rămas sub suzeranitate otomană, dar au fost guvernate direct de Imperiul Rus. Această epocă a Regulamentului Organic, care a sporit prestigiul boierilor mai mici, a permis tineretului orfan să-și concentreze eforturile pe escalada socială. Martor de primă mână a ascensiunii sale matrimoniale, colonelul Grigore Lăcusteanu menționează „orgoliul la superlativ”. „Deșertăciunea” și „cupiditatea nelegată” ei au fost remarcate de memorialistul IG Valentineanu, în timp ce istoricul Constantin Gane a descris-o drept „destul de ambițioasă”. Primul soț al Marițicăi a fost Costache Ghica (1797–1852), membru al puternicei familii Ghica. Nunta lor a avut loc la Bucuresti, la 29 iulie 1834. Se pare că a avut binecuvântarea familiei Băleanu, dar nu și a Luxiței însăși.
Acest aranjament a făcut-o și cumnata a doi principe munteni: Grigore al IV-lea Ghica, care domnise în 1822–1828, și fratele său vitreg, Alexandru al II-lea Ghica, care a urcat pe tron în 1829. Acesta din urmă s-a angajat ca naș al cuplului în timpul ceremoniei de nuntă, în timp ce nașa lor a fost filantropa Zoe Brâncoveanu, „una dintre cele mai bogate femei din oricare dintre Principatele Dunării”. Sub regimurile fraților săi, Costache devenise spătar și colonel al miliției muntene, organizată sub supravegherea rusă; a slujit și ca Ban (sau Caimacam) al Olteniei (1827–1828, 1830, 1838), alternând cu celălalt frate vitreg al său, Mihalache Ghica. Mihalache a fost căsătorit cu o altă frumusețe celebră, Catinca Faca-Ghica, prima româncă care a tradus o carte întreagă, a fost cunoscută și pentru infidelitățile sale și a fost pentru o vreme amanta baronului Üxküll, un husar rus. Potrivit scriitorului Cezar Bolliac, Marițica și Catinca au fost „cea mai frumoasă pereche de cumnate care au fost onorate în societatea bucureșteană în această zi”. Prin legătura cu Mihalache și Catinca, Marițica a devenit mătușa unei alte scriitoare, Dora d'Istria.
Familia a locuit în conacul eclectic Ghica din București, situat chiar în afara Grădinii Cișmigiu. Cuplului i s-au născut patru copii în 1835–1842: fiicele Constanța, Pulcheria și Alexandrina și fiul Mihai Ghica. Diferiți martori de epocă susțin că Costache era inapt pentru rolurile sale administrative și militare, până la discreditarea guvernului fratelui său. Diplomatul francez Félix Colson îl descrie ca fiind „excesiv de urban, cu manierele propriilor noștri dandi; [...] lipsit de caracter, împietrit în prejudecățile sale, întotdeauna mulțumit de sine”. Lăcusteanu și-a datorat cariera militară lui Costache, care i-a extins o protecție paternă, adoptându-l practic. Cu toate acestea, în memoriile sale, el îl descrie pe Ghica drept o „non-entitate”, deoarece controlul efectiv asupra miliției muntene a fost exercitat de un rus corupt, Alexandr Banov.
În octombrie 1842, sultanul otoman Abdulmejid I a emis un firman prin care îl detrona pe principele Ghica. Deși acesta din urmă a acceptat decizia și a plecat la Corona, plecarea sa a fost percepută pe scară largă în țară ca un eveniment tragic. Potrivit lui Lăcusteanu, Marițica a jucat un rol în doliu și a leșinat de șoc în sala mare a palatului domnesc din București. Răsturnarea lui Ghica a fost urmată de alegerile domnești din 1842–1843. A provocat rupturi politice între membrii celor două familii ale Marițicăi. Spătarul, probabil urmând sfatul soției sale, s-a anunțat ca candidat. Mihalache Ghica a avut dreptate să nu-și dea votul; doi Văcărescu, Iancu și Teodor, s-au prezentat atât ca alegători, cât și ca candidați. În fazele finale ale votului,cei doi frați olteni au ieșit în frunte: Barbu Dimitrie Știrbei, pe locul doi, și-a transferat voturile lui Gheorghe Bibescu, care a obținut astfel o majoritate incontestabilă și tronul Munteniei.

### Ca amantă
|                                                             |
| Szathmari's official portrait of Princess Bibescu, ca. 1845 |

|                                                              |
| Prince Bibescu în 1844, portret realizat de Paulus Petrovitz |

|                                                   |
| Zoe Brâncoveanu, portret realizat de Theodor Aman |

Prin mama sa Catinca, noul prinț a fost și descendent Văcărescu, iar verișorul al treilea al Marițicăi. Se căsătorise cu Zoe Brâncoveanu în 1826 și avea șapte copii cu ea. Probabil, în timp ce se recupera după ultima dintre aceste sarcini, Zoe dezvoltase o boală psihică misterioasă, care includea ciclotimia. Marițica a participat la ceremonia de încoronare a lui Bibescu, unde ar fi atras mai multă atenție decât noul Prinț însuși; acesta din urmă a fost și el fermecat și și-a declarat intenția ca ea „să dea mai multă orbire tronului valah”. Alte surse notează că el a concurat pentru interesul ei cu marchizul Chateaugiron, consulul francez, precum și cu pictorul Carol Szathmari.
În cele din urmă, Marițica a cerut divorțul, în urma dezvăluirii că era iubita lui Bibescu. Prințul și-a semnalat și implicarea romantică prin demiterea lui Costache Ghica din postul de spătar. În schimb, unchiul lui Marițica, Teodor, a preluat funcția de Ban, semnalând în continuare ascendența Văcărescu. Procedura de divorț era deja în mișcare în iulie 1843, când Bibescu și Ghica au avut o înțelegere de domn, ceea ce l-a determinat pe Ghica să semneze un document prin care recunoaște că nu mai are intimitate cu soția sa. Ea se mutase deja din conacul Ghica și locuia la palatul domnesc. Marițica a fost considerată responsabilă pentru împingerea lui Bibescu să divorțeze de Zoe Brâncoveanu, făcând-o în centrul unui scandal public. Prințul a făcut eforturi susținute și „manevre complicate” pentru a-și aranja căsătoria cu Marițica, solicitând dezlegarea bisericii ortodoxe și permisiunea curților regale din Europa.
Cel mai înalt oficial al bisericii muntene, Neofit II, a fost un adversar virulent al noului cuplu. În acest efort i s-a alăturat Adunarea Ordinară, pe care a prezidat-o; ceilalți membri ai săi au devenit suspicioși față de încercările lui Bibescu de a modifica legea zestrei. Contrapropunerea lor a fost un atac direct asupra Prințului și a amantei sale: conform acestei legi, bărbații adulteri au pierdut jumătate din zestrea soțiilor lor, fiind exilați din țară împreună cu țiitoarea lor („femeile păstrate”). Asemenea propuneri au fost susținute de familia Ghica, care a montat opoziția în alianță cu boierii Filipescu. Bibescu a fost rușinat să-și retragă propriul proiect, dar a obținut permisiunea de la Abdulmejid să dizolve Adunarea în 1844; până la alegerile legislative din 1846, a domnit ca monarh absolut. Marițica era până atunci însărcinată, dând naștere celui de-al optulea copil al Prințului, și a propriei sale fiice. Bibescu o trimisese în străinătate pentru livrare, care ar fi avut loc la München, Regatul Bavariei, în 1844.
În cele din urma, în august 1844, Patriarhia Ecumenica i-a acordat lui Bibescu divorțul; în octombrie, și-a declarat fosta soție nebună din punct de vedere clinic și a obținut controlul asupra proprietății ei, pe care a împărțit-o cu curteanul Alecu Filipescu-Vulpea. Neofit s-a orientat spre blocarea divorțului Marițicăi de Ghica, respingându-le cererea din februarie 1845. Tribunalul bisericii a remarcat că „relațiile reci dintre soț și soție” nu au fost un motiv canonic de despărțire – totuși, Neofit a mărturisit în privat că ar fi respins oricare dintre cererile lui Marițica, de a se întoarce la Prinț pentru dizolvarea Adunării. Bibescu a răspuns făcând apel la o autoritate superioară, dar Patriarhul Germanus al IV-lea i -a respins cererea. Acest lucru l-a lăsat pe Prinț doar cu o „măsură extremă”: a mituit Divanul otoman și a obținut înlocuirea lui Germanus cu Meletius al III-lea, care a semnat divorțul Ghica. Unele relatări sugerează că Meletius însuși ar fi primit repulsie de la Bibescu.

### Ca prințesă
Gheorghe Bibescu și Marițica s-au căsătorit apoi la 9 septembrie 1845, cu o ceremonie fastuoasă la Focșani, orașul de graniță cu Moldova. Aceasta a evidențiat prietenia dintre cele două Principate și tronuri: nașul lor a fost domnitorul Moldovei, Mihail Sturdza. Marițica a coborât Dunărea de la Mehadia, unde a urmat un tratament de înfrumusețare; a fost întâmpinată cu saluturi de pușcă în toate porturile fluviale din Țara Românească și primită la Brăila de o delegație de boieri, printre care și Filipescu-Vulpea — care era până atunci și socru. Slujba religioasă a fost asigurată de Chesarie Căpățână, Episcopul Buzăului, și a fost săvârșită la Nașterea Sfântului Ioan Botezătorul, biserică mănăstirească. Episcopul Neofit încă dezaproba căsătoria și, prin urmare, nu a fost invitat. Ceremonia a fost urmată de un bal de gală, cu muzică oferită de dirijorul austriac Ludwig Wiest și decorațiuni proiectate de arhitectul moldovean Gheorghe Asachi; 50.000 de localnici au fost prezenți. În cadrul festivităților paralele, noul cuplu a acționat ca nași la 12 nunți țărănești, dând pământ și vite noilor familii.
Deși a susținut naționalismul românesc și a fost receptiv față de liberalism (inclusiv a creat o uniune vamală cu Moldova), regimul Bibescu a înstrăinat diferitele clase sociale cu obiceiurile sale nepotiste și mai ales cu sprijinul pentru un capitalist rus, aventurierul Alexandru Trandafiloff. Liberalii erau, de asemenea, încrezători că Regatul Franței sprijină obstrucționarea divorțului princiar de către Neofit, care l-a rănit pe Gheorghe și tendințele sale rusofile. Potrivit istoricului Pavel Strihan, consulul francez Adolphe Billecocq a fost „cea mai neobișnuită victimă” a scandalului divorțului, rechemat de guvernul său pentru că a sugerat că prințul Gheorghe acționa rezonabil. Cu toate acestea, alte înregistrări sugerează că Billecocq și Bibescu erau dușmani și că rechemarea s-a datorat jenei față de celelalte intrigi ale lui Billecocq.

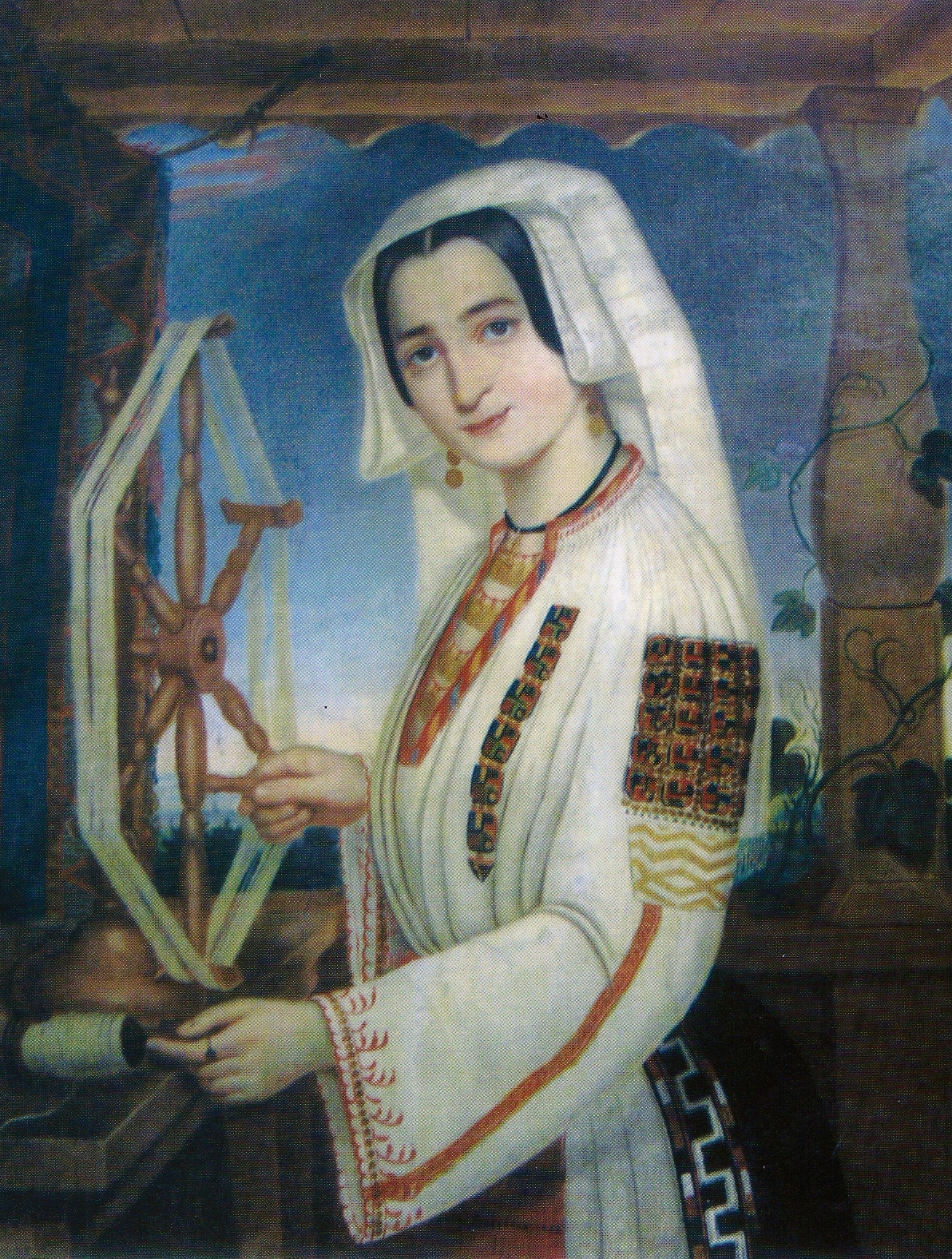
Portretul prințesei Marițica al lui Constantin Lecca, pictat în 1849, în timpul șederii acesteia la Corona (Brașov)

Pe partea conservatoare, Lăcusteanu susține că eșecurile generale ale regimului Bibescu au fost în mare parte atribuite ambițiilor tinerei sale soții, pe care Prințul s-a simțit obligat să le satisfacă. O notă similară a făcut-o generalul austriac Franz von Wimpffen, care îl privea pe Gheorghe ca pe un slab manevrat de soția sa „cochetă”. Wimpffen susține că o astfel de influență a încadrat și proiectele naționaliste sau „ daco-române ” ale Prințului. Potrivit unei scrisori de protest semnate de conservatorii din Țara Românească, Gheorghe s-a răzbunat pe Neofit și, până în iulie 1847, l-a lăsat complet izolat: „Intimidarea și corupția l-au izolat [...]; nu poate decât să verse lacrimi pentru situația țării." Episcopul a acceptat în cele din urmă o împăcare oficială și a botezat-o pe fiica adulteră a Marițicăi.
Gheorghe a sărbătorit ziua onomastică ortodoxă a soției sale la 8 septembrie 1847 cu o sărbătoare națională. Aceasta a inclus inaugurarea unui pod de lemn peste Olt, la Slatina. Prințesa a făcut tururi în alte părți ale țării și a avut reședința preferată pe Valea Prahovei, la Comarnic. În București, a luat lecții de pian cu compozitorul ardelean Gheorghe Simonis, mai târziu cumnatul lui Omar Pașa.
Această perioadă a vieții Prințesei Marițica a fost îngreunată de o revoluție anticonservatoare. Iniial, opoziția a fost pașnică și doar a emis o Proclamația de la Islaz, cerând mai multe drepturi, dar a izbucnit violent într-o revoltă la 9 iunie 1848, când ofițerii Grigore Paleologu și Grigore Pereț au tras asupra domnitorului Bibescu, care se plimba cu trăsura în afara Bucureștiului. Au reușit să lovească doar unul dintre epoleții lui Bibescu. Diverse relatări sugerează că Marițica a fost alături de soțul ei, deși alții spun că Prințul călătorea cu ministrul său preferat, Alexandru Vilara. A doua zi, milițienii rebeli l-au confruntat pe prinț cu cereri imperative pentru o constituție liberală. Deși Gheorghe nu a făcut niciodată acest angajament, el a depus un alt jurământ, „pe viața mea și a Alteței Sale Prințesa”, că „niciun muskal nu va intra în această țară”.

### Exil
Mai târziu în aceeași lună, Gheorghe a părăsit în secret țara, părăsind Bucureștiul pentru a fi luptat între guvernul provizoriu al Minteniei și un disident conservator, Ioan Odobescu. Potrivit lui Lăcusteanu, prințul care pleacă era sigur că va fi readus pe tron de „moscații”, care „urmează să intre în București în trei-patru zile”. Marițica și-a urmat soțul în exil, amândoi stabilindu-se inițial la Corona. La 29 iunie, o altă lovitură de stat conservatoare la București a înființat pe scurt un triumvirat format din Neofit și doi dintre unchii lui Marițica: Teodor Văcărescu și Emanoil Băleanu. Toți trei au fost capturați și expulzați peste granița cu Austria. În cele din urmă, revoluția a fost tratată printr-o invazie în două etape a Țării Românești, cu o cooperare între armata otomană și forțele ruse, conduse de Mehmed Fuad Pașa, Abdülkerim Nadir Pașa și Alexander von Lüders; singura bătălie s-a dat pe Dealul Spirii din București.
Până în iunie 1849, fratele lui Gheorghe, Știrbei, fusese numit prinț atât de Imperiul Otoman, cât și de Rusia, ceea ce a readus conservatorii la putere în Muntenia. În august 1849, soții Bibescu au părăsit Austria și au pornit cursul către o nouă casă la Istanbul. La trecerea lor prin Brăila, li s-a oferit o primire regală și un salut de armă de către Lăcusteanu, care comanda garnizoana locală; alți membri ai clanului Lăcusteanu s-au alăturat fostului cuplu princiar pentru restul călătoriei. Gheorghe a stabilit contacte amicale cu revoluționarii exilați; supărat față de fratele său, s-a întors în Țara Românească ca pretendent. A locuit în orășelul Măgurele, dar a cerut în repetate rânduri să i se redea proprietatea asupra palatului domnesc, pe care îl considera proprietate personală. În cele din urmă, Abdulmejid i-a ordonat să plece în exil.
În anii 1850, soții Bibescu s-au mutat în Imperiul Francez. O vreme li s-a alăturat acolo generalul Ion Emanuel Florescu, care se căsătorise cu fiica Zoei, Catinca Bibescu. Fostul Prinț a revenit în cele din urmă în Țara Românească după Războiul Crimeei, care a redus influența Rusiei și a plasat Principatele sub o tutelă internațională. El și fratele său s-au luptat unul cu celălalt pentru a deveni candidați conservatori la tronul muntenesc; Știrbei a fost inițial favorită. Cu toate acestea, cu puțin timp înainte de alegerile legislative din 1857, Gheorghe conducea propria sa aripă a „Partidului Național”, ai cărui activiști susțineau unirea Țării Românești și Moldovei. Apoi a fost deputat obișnuit în Divanul ad-hoc, unde a propus o monarhie ereditară sub un prinț străin. În cele din urmă, a demisionat în noiembrie 1857 și s-a întors la Paris. La acea vreme, era supărat de radicalismul legislativului ales.

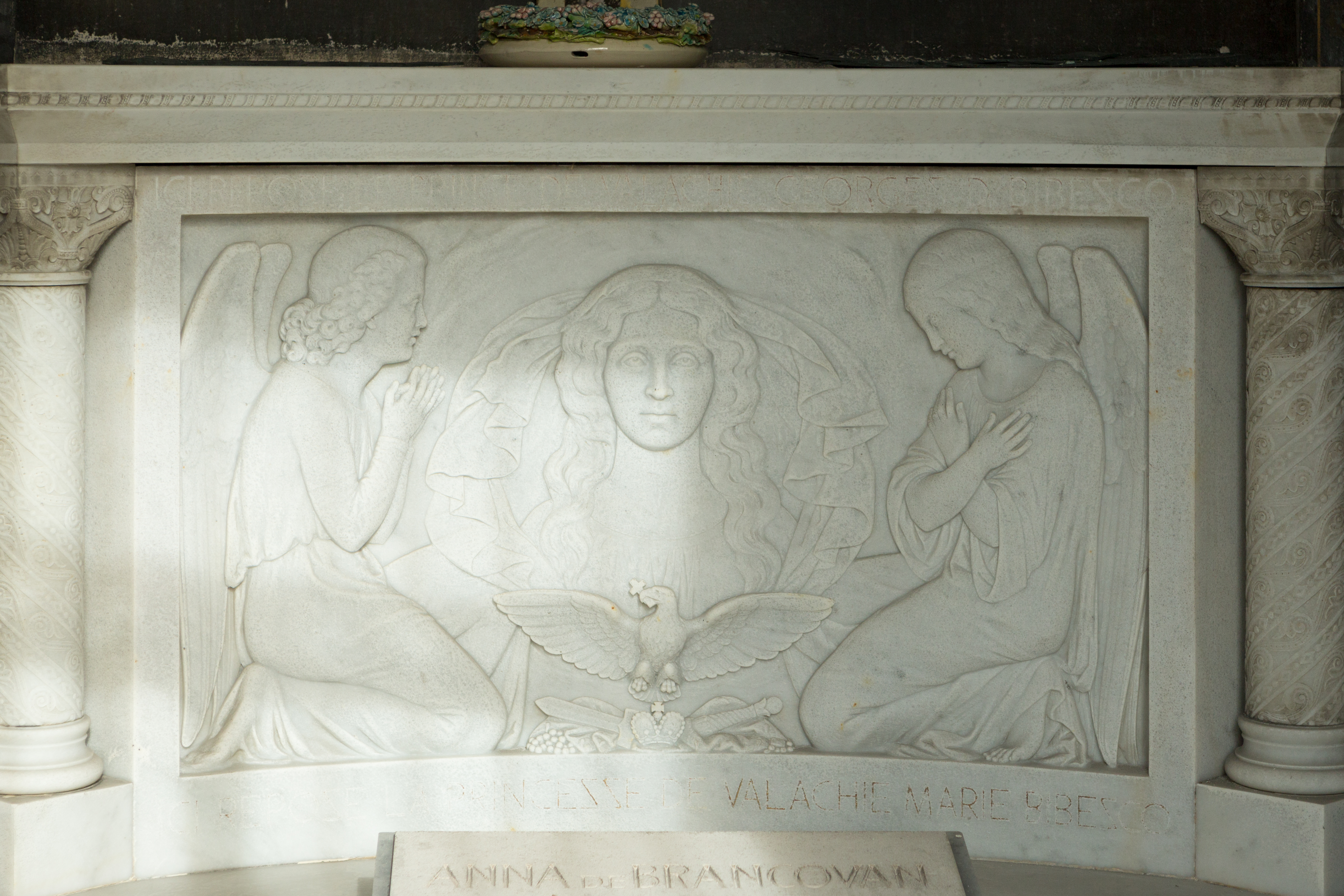
Portretul Prințesei Marițica pe sarcofagul ei de la Cimitirul Père Lachaise. Atribuit lui Eugène André Oudiné

Înainte și în timpul alegerilor din ianuarie 1859, Gheorghe și Știrbei au fost din nou favoriții la tron, cu Gheorghe clar în frunte înaintea scrutinului propriu-zis. În cursă au fost și vărul Marițicăi, Iancu, și unchiul ei Băleanu. În ziua alegerilor, caucusul progresist din cadrul Partidului Național l-a prezentat drept candidat surpriză pe Alexandru Ioan Cuza, care deja câștigase alegerile din Moldova. Sub presiunea străzii, Gheorghe a renunțat la ambiții, iar Cuza a ieșit învingător. Marițica nu și-a urmărit soțul în aceste întreprinderi: s-a îmbolnăvit de cancer. Ea a murit la Paris la 27 septembrie 1859, luni după unirea moldo-valahe. Mormântul ei se află într-o criptă Bibescu de la Cimitirul Père Lachaise.

## Moștenirea
Primul soț al Marițicăi murise la începutul anului 1852, probail de „inimă neagră”, mistuit de durerea divorțului său. Mama ei Luxița a supraviețuit până în 1870, când avea aproximativ 75 de ani Prințesei i-au rămas în viață Gheorghe (care a murit în 1873 și a fost înmormântat lângă ea) și cei șase copii ai săi în viață din căsătoria cu Zoe. Prin cel mai mare dintre aceștia, Grégoire Brancovan, Marițica a fost bunica vitregă a poetei Anna de Noailles. Cel de-al doilea născut, Nicolae Gh. Bibescu, a avut o carieră militară în Africa de Nord franceză. Un alt fiu vitreg, adoptat de Franța drept „Georges Bibesco”, a luptat cu distincție în războiul franco-mexican din anii 1860 și a primit Legiunea de Onoare. De asemenea, a construit casa familiei în afara Les Invalides, cu contribuții de la arhitectul Charles Le Cœur, care a comandat arte decorative pentru conac lui Auguste Renoir. După un scandal public, a fugit cu Valentine Caraman-Chimay, care l-a născut pe fiul său, aviatorul George Valentin Bibescu. Atât Georges, cât și Nicolae au avut cariere politice în România, devenind în cele din urmă susținători ai Partidului Conservator.
După moartea lui Costache, copiii lui Marițica Ghica au fost adoptați de familia lui Nicolae Moret Blaremberg. Constanța și Pulcheria au fost căsătorite apoi în familia Rasponi-Murat, prima cu Gioacchino, un descendent direct al lui Joachim Murat și Caroline Bonaparte. Inițial cu sediul în Statele Papale, la Ravenna, el a fost, de asemenea, un participant remarcat în mișcarea pentru unificarea Italiei și a servit pentru o perioadă ca prefect al Palermo. El și Constanța au avut un fiu, care a fost atașat cultural la Paris în anii 1890. Pulcheria era soția lui Achille Rasponi, care era verișor cu Gioacchino. După ce a avut parte de mișcarea unionistă din Emilia, a îndeplinit mandat în ambele camere ale parlamentului italian. A rămas în contact cu familia sa românească, făcând schimb de sfaturi politice cu Știrbei. Având o educație literară de către mama ei, soția sa a avut o carieră de scriitor proprie, fiind remarcată ca o colecționară de folclor italian. Ambele surori au fost, de asemenea, filantropi activi în Romagna lor adoptivă: Pulcheria a înființat un orfelinat și a ajutat bolnavii de holeră; Constanța (sau Constanza) a fost fondator al secției Crucii Roșii Italiene din Ravenna (aprilie 1888). Surorile au murit în 1895, la o lună una de alta.
Împreună cu soții Rasponi, Alexandrina și Mihai Ghica au moștenit pământul Văcărescu în Oltenița și Frăsinetu de Jos, dar acesta a fost scos la licitație în iulie 1878. Niciunul dintre acești doi moștenitori Ghica rămași nu s-a căsătorit vreodată. Ambii s-au mutat la Paris, unde Alexandrina a murit în 1903. Dintr-o aventură extraconjugală cu un ofițer francez, ea a avut un fiu, Maurice Guy, care a fost strămoșul matern al politicianului român Radu Câmpeanu. Mihai, cunoscut și sub numele de Michel Ghika, a murit în fața casei sale de pe Rue Washington, Faubourg-du-Roule, în februarie 1926; avea 87 de ani.
Cu Prințul Bibescu, Marițica a avut două fiice: Maria sau Marie, care este descrisă în unele surse ca fiind născută din Zoe Brâncoveanu, și Elena. Fostul s-a căsătorit cu contele Odon, din prestigioasa familie Montesquiou, în timp ce cel din urmă a devenit soția baronului Victor de Courval. Elena, o renumită asistentă voluntară, a murit la vârsta de 35 de ani în Pontresina; la înmormântarea ei de la Paris au participat frații ei Ghica. Împreună, Maria și Odon au avut patru fii și o fiică, Hélène, cunoscută drept Prințesa Lucinge după căsătoria ei din 1897 cu Gérard Marie Joseph René de Faucigny-Lucinge. Unul dintre copiii bărbați, Ferdinand (sau Fernand) de Montesquiou-Fézensac, cunoscut și sub numele de „Fez”, a trăit în Regatul României ca un socialit boem, deținând moșia Băneasa. Era în mod deschis gay, iar escapadele sale au servit la inspirarea scrierilor prietenului său, romancierul Mateiu Caragiale. A murit după boală în 1920.
Fratele mai mic al lui Ferdinand Léon de Montesquiou a fost implicat în dezbaterile politice și intelectuale ale celei de-a treia republici și ale Belle Epoque. Inițial un liberal de stânga, s-a alăturat Ligue de la patrie française de dreapta în 1898. În anul următor, a devenit membru fondator al Acțiunii Française, câștigându-și reputația atât de doctrinar naționalist-antisemit, cât și de scriitor pe subiecte românești. După ce și-a pierdut gradul de ofițer pentru propaganda sa anti-Dreyfusard, s-a înrolat ca soldat obișnuit pe Frontul de Vest. Léon a fost în cele din urmă reinstalat ca locotenent, dar a fost ucis în acțiune în timpul celei de-a doua bătălii de la Champagne, la Souain. Un alt frate, Raoul, care a trăit până în 1934, și-a petrecut cea mai mare parte a timpului la Château de Courtanvaux din Bessé-sur-Braye.

### În arte
Marițica și-a menținut interesul pentru promovarea literaturii române. În 1843, a fost membru fondator al Asociației Literare, creată de CG Filipescu și Ștefan Golescu; în 1846, ea a promis că va sponsoriza o „biblioteca universală” de traduceri. Cu toate acestea, la scurt timp după urcarea pe tron, ea devenise ținta satirei în versuri a lui Constantin D. Aricescu, preluată în ziarul Curierul Românesc sau recitată în public la o adunare din Câmpulung. Cuplul princiar a răspuns evitându-se pe Aricescu, care atunci a avut probleme în găsirea unui loc de muncă. Mai târziu în viață, Aricescu a publicat și mai multe poezii corozive ale unui Petrache Eliat, care, susținea el, circulaseră și în timpul domniei lui Bibescu. Unele erau sexualizate în conținut și trebuiau publicate cu elipse care marcau fragmente cenzurate. Un astfel de articol sugerează că Marițica a întreținut relații sexuale cu vizitiul ei sau cu cumnatul ei Știrbei. O altă rimă Eliat a inventat expresia Azi aici, mâine-n Focșani („Aici azi, mâine în Focșani”), care se referă la graba erotică a lui Bibescu.
Propaganda anilor 1840 include, de asemenea, mai multe picturi, arătând adesea prințesa îmbrăcată în haine țărănești tradiționale. Potrivit istoricului de artă Ruxandra Beldiman, este posibil să fi fost prima doamnă care a aderat la această modă, care și-a exprimat și sprijinul pentru idealurile culturale ale naționalismului românesc. Cea mai veche astfel de pânză, un portret oficial, a fost realizată de Carol Szathmari, probabil în 1845; combină elemente de îmbrăcăminte țărănească din județul Argeș, inclusiv un colier din monede, cu ecouri ale portului bizantin. Szathmari a realizat și un portret în miniatură pe fildeș, înfățișând-o pe Marițica într-un costum țărănesc eclectic și urmând schema albastru-galben-roșu a steagurilor armatei muntenești și tricolorul modern românesc. Imaginile naționaliste se regăsesc și într-un portret realizat de Constantin Lecca și datat cca. 1849, când soții Bibescu locuiau în străinătate. Aici, Marițica este prezentată în ținută românească transilvăneană și exploatând un războaie de țesut. Pânza este descrisă de istoricul de artă Vasile Florea ca fiind una dintre lucrările în care Lecca s-a „depășit” și, în general, ca o „ pictură de gen importantă”.
Dintre aceste diverse piese, pânza Szathmari a fost redescoperită de Nicolae Iorga și publicată în Histoire des Roumains (1944), dar apoi în mare măsură uitată până în 2012, când a fost reprodusă color pentru prima dată în istoria sa. Iorga însuși i-a atribuit descoperirea unui alt astfel de portret lui Constantin Gane, care l-a publicat pentru prima dată în 1940. Prințul și prințesa sunt, de asemenea, comemorați în frescele de la cripta lor din Père Lachaise, realizate de Auguste Leloir și mai târziu de Jules Jean François Pérot. Acestea o arată ca pe o pocăință și ca Maria Magdalena, în aluzie probabilă la adulterul și divorțul ei. În plus, asemănarea ei este păstrată în relieful care îi decorează sarcofagul, care este probabil opera lui Eugène André Oudiné.
Mai multe obiecte de artă aparținând Principesei sunt păstrate la Muzeul Unirii din Iași și sunt ștampilate cu stema personală. Terenul este o combinație a celor două brațe ale familiei sale, petrecere per fess: pasărea valahă, afișată ca în brațele lui Bibescu, apare în șefie; și armele Văcărescu, înfățișând un cavaler care păzește Cetatea Făgărașului, în jumătatea de jos. O variantă sfert a armelor combinate, inclusiv tricolorul românesc, a ajuns să-i reprezinte pe descendenții Bibescu–Văcărescu. Apare ca relief la Père Lachaise și a fost folosit și de baronesa Courval; Grégoire Brancovan a adoptat și armele, dar cu tincturi diferite. Urcarea pe tron a Marițicăi a avut o influență asupra altor membri ai familiei sale originale. Ana-Maria Văcărescu, căsătorită cu Callimachi, și-a îmbunătățit versiunea armelor Văcărescu pentru a prezenta o coroană princiară, mai degrabă decât coroana comitală a reprezentărilor anterioare.
|                                         |
| Blazonul personal al Marițicăi Bibescu. |

|                              |
| Blazonul familiei Văcărescu. |

|                            |
| Blazonul familiei Bibescu. |

|                                                                                   |
| Blazonul compus Bibescu și Văcărescu; cripta familiei, în cimitirul Père Lachaise |